# حمام کلور (۲)
حمام کلور (۲) مربوط به سدهٔ ۱۰ تا ۱۳ ه.ق است و در شهرستان خلخال، بخش شاهرود، شهر کلور واقع شده و این اثر در تاریخ ۱۲ دی ۱۳۸۶ با شمارهٔ ثبت ۲۰۴۰۲ به‌عنوان یکی از آثار ملی ایران به ثبت رسیده است.